# Arabis purpurea
Arabis purpurea là một loài thực vật có hoa trong họ Cải. Loài này được Sm. mô tả khoa học đầu tiên năm 1813.